# العيون (إيتاي البارود)
قرية العيون هي إحدى القرى التابعة لمركز إيتاي البارود في محافظة البحيرة في جمهورية مصر العربية. 

## عدد السكان
حسب إحصاءات سنة 2006، بلغ إجمالي السكان في العيون 9913 نسمة، منهم 5028 رجل و4885 امرأة.